# Josep Capmany i Casamitjana
Josep Capmany i Casamitjana (Sabadell, 6 de març de 1920 - Madrid, 20 d'abril de 1995) fou un sacerdot català. Va ser bisbe auxiliar de Barcelona.

## Biografia
Nascut el 1920 a Sabadell, estudià el batxillerat a l'Escola Pia, com també els estudis tecnicotèxtils. Fou president de la Joventut d'Acció Catòlica de Sabadell el 1941. L'any següent ingressà al Seminari Conciliar de Barcelona, on estudià Filosofia, i inicià els de Teologia, que completà a la Universitat Gregoriana de Roma amb una tesi doctoral sobre sant Cebrià (1956).

## Trajectòria
Fou ordenat sacerdot a la Basílica de Sant Pere del Vaticà el 1948. Tornà Barcelona, on va exercir de capellà particular del bisbe Gregorio Modrego Casaus de 1949 a 1960. Va ser secretari de la Subcomissió de Teologia Oriental durant el Congrés Eucarístic Internacional de Barcelona l'any 1952. Entre el 1963 i 1967 fou nomenat director del Secretariat Interdiocesà i delegat de l'OCSHA. Fou professor de Teologia del seminari des de 1949.
Va exercir el seu ministeri a les parròquies de Sant Andreu de Llavaneres, Santa Maria la Geltrú, Sant Francesc Xavier i Maria Reina de la ciutat de Barcelona. Fou delegat episcopal d'Habitatge (construcció de les “Viviendas del Congreso Eucarístico”). El 1966 el van nomenar canonge de la Catedral de Barcelona i vicari episcopal per la Doctrina de la Fe i l'ensenyament.
El 26 de novembre de 1968 va ser nomenat bisbe auxiliar de Barcelona, juntament amb els bisbes Josep Maria Guix i Ferreres, Ramon Daumal i Serra i Ramon Torrella Cascante, en un context de forta contestació (campanya Volem bisbes catalans!) envers l'arquebisbe Marcelo González Martín.
L'any 1972 va presidir la Comissió Episcopal de Missions i de Cooperació entre les esglésies de l'episcopat espanyol.

## Obres[3]
- ”Miles Christi” en la espiritualidad de san Cipriano (1956)
- Espiritualitat del sacerdot diocesà (1962)
- La resurección del Señor, ensayo de síntesis teológica
- Reflexió sobre el missatge nadalenc del Sant Pare